# Снігова коза
Снігова́ коза́ (Oreamnos americanus) — звір родини бикових, що мешкає в Північній Америці.

## Загальні дані
Довжина голови й тіла — 1200—1600 мм;
Висота в плечах — 900—1200 мм;
Довжина хвоста — 100—200 мм;
Вага — 45—140 кг, хоча навіть зазвичай важчі самці часто важать менше 82 кг.

## Опис
Як самці так і самиці мають бороди, короткі хвости і довгі чорні роги, 15-28 см в довжину, які містять річні кільця росту. Тіло підтримується сильними м'язистими ногами, великими копитами пристосованими до життя в гірських районах. Хутро снігової кози відносно коротке і біле влітку, взимку ж воно буде довшим, кошлатим і більш жовтуватий. Підшерсток густий і пухнастий. Очі і ніс чорні. Їх зимове хутро допомагає їм витримувати температури до -46° C і вітри до 160 км/год.

## Розповсюдження
Канада (Альберта, Британська Колумбія, Північно-Західні території, Юкон), США (Аляска, Колорадо — Введена, Айдахо, Невада — Введена, Орегон — Введена, Південна Дакота — Введена, Юта — Введена, Вірджинія, Вашингтон, Вайомінг — Введена)

## Розмноження та онтогенез
Період вагітності — 180 днів;
Кількість телят — 1, в інтродукованих 2;
Вага новонароджених — трохи більше 3 кг;
Годівля молоком — 3—4 місяці;
Статева зрілість — у віці 2,5 років;
Тривалість життя — 10-16 років.

## Екологія та поведінка

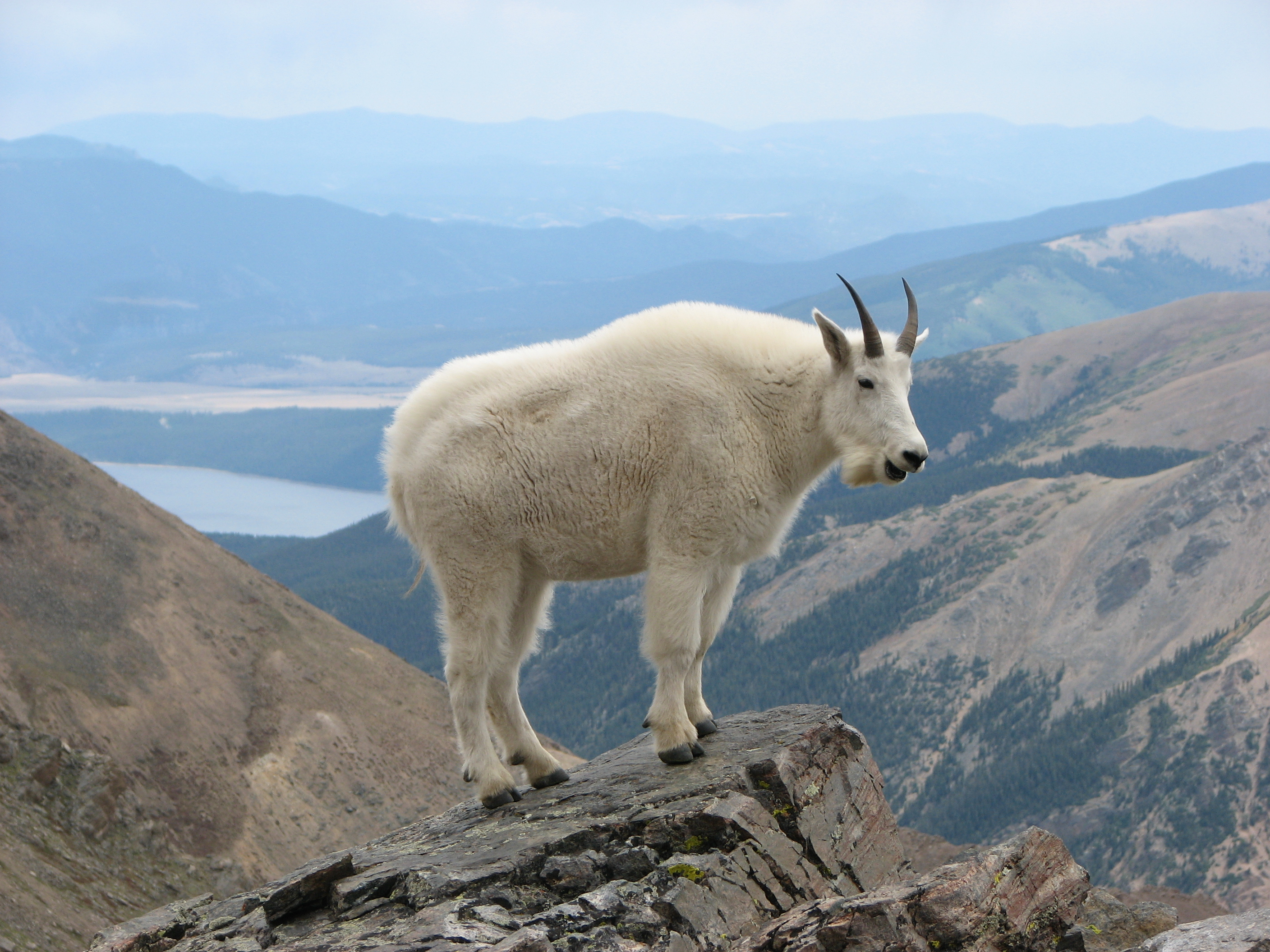
Снігова коза в штаті Колорадо, Сша

Живе у високих місцях проживання, аж до межі рослинності (досягають висоти 4000 м). Хоча він іноді спускається до рівня моря в прибережних районах, вони в першу чергу альпійський і субальпійський вид. Протягом року тварини зазвичай залишаються вище межі лісу, але вони будуть мігрувати сезонно вище або нижче. Цей вид є найбільш активним протягом раннього ранку та пізнього вечора і харчування іноді продовжується протягом всієї ночі. Їхня дієта включає в себе злаки, трави, осоку, папороті, мох, лишайник, гілки і листя з низькорослих чагарників і хвойних на їх висотні проживання. Їх основні хижаки це пума, вовк і ведмідь бурий, і низині на молодь нападає також рись канадська та росомаха. Цей вид живе в групах, від кількох до ста осіб, і протягом зимових місяців, групи зазвичай об'єднуються у великі стада.

## Загрози та охорона
Ці тварини значною мірою захищені від загроз у зв'язку з недоступним характером їх місця проживання. На цей вид дозволене полювання, але воно регулюється правилами в обох державах його діапазону. Снігові кози більш чутливі до порушення її спокою з боку людини, ніж більшість інших копитних, а особливо вони чутливі до переслідувань з літака. Збільшення використання літаків для промислових і рекреаційних цілях є серйозною проблемою для їх збереження.
У Канаді Снігові кози охороняються у восьми національних парках. Численні провінційні парки і заповідники по всій західній та північній Канади надають додатково різні рівні захисту. Снігові кози зустрічається в дев'яти федеральних охоронних територіях Аляски. Багато переселених популяцій було створено лише з 10—15 тварин-засновників.